# Кам'янець-Подільський індустріальний коледж
Кам'яне́ць-Поді́льський фаховий коледж індустрії, бізнесу та інформаційних технологій (індустріа́льний ко́ледж) —  навчальний заклад у Кам'янці-Подільському.

## Історія закладу
20 квітня 1945 року Рада народних комісарів СРСР видала постанову № 485, якою ухвалила в Кам'янці-Подільському для підготовки фахівців цементної, скляної та керамічної промисловості відкрити індустріальний технікум. 31 травня 1945 року газета «Прапор Жовтня» вмістила перше оголошення про набір до індустріального технікуму.
7 листопада 2007 року міністр освіти та науки України Станіслав Ніколаєнко підписав наказ про перейменування Кам'янець-Подільського індустріального технікуму в державний вищий навчальний заклад «Кам'янець-Подільський індустріальний коледж».

## Директори

Кам'янець-Подільський індустріальний коледж

За всю історію навчального закладу його очолювали вісім керівників:
- у 1945—1951 роках — Зармаїл Саркісович Григор'янц,
- у 1951—1954 роках — Володимир Якович Ожогін,
- у 1954—1963 роках — Іван Федорович Єршов,
- у 1963—1968 роках — Семен Володимирович Оліневич,
- у 1968—1996 роках — Володимир Миколайович Хохлов,
- у 1996—2009 роках — Анатолій Артемович Чорний,
- у 2010—2021 роках  - Михайло Іванович Недошитко
- нині - Сергій Зіновійович Никифорчин

## Випускники
Кам'янець-Подільський індустріальний технікум, зокрема, закінчили:
- 1948 — Петро Федорович Шпак, доктор геолого-мінералогічних наук (1981), міністр геології УРСР (1967—1982);
- 1950 — Анатолій Іванович Майорець, міністр електротехнічної промисловості СРСР (1980—1985), міністр енергетики і електрифікації СРСР (1985—1989);
- 1960 — Яків Юхимович Шендерович, генеральний директор ЗАТ „НВО «Кераміка»“ (Санкт-Петербург);
- 1964 — Надія Павлівна Соломко, українська народна майстриня;
- 1965 — Віктор Миколайович Лундишев, голова Хмельницької обласної державної адміністрації (1998—2004);
- 1967 — Михайло Костянтинович Чекман, міський голова Хмельницького (1990—2002);
- 1973 — Віктор Олександрович Гончарук, український поет, член Національної спілки письменників України;
- 1979 — Грабко Володимир Віталійович, ректор Вінницького національного технічного університету, доктор технічних наук, професор, академік Транспортної академії наук України, відмінник освіти України (2009), заслужений діяч науки і техніки України (2017).
- 1982 — Сергій Іванович Танасов, народний депутат України третього скликання (1988—2002).
- Руслан Борисович Красовський, суспільний діяч, політик та військовий. Загинув у бою з росіянами 10 вересня 2023 на Херсонщині під час російсько-української війни.
- В'ячеслав Вікторович Грозний, футбольний тренер.

У 1968—1969 роках у технікумі навчався Михайло Петрович Войнаренко — доктор економічних наук (1995), професор (1996).